# 地下生活

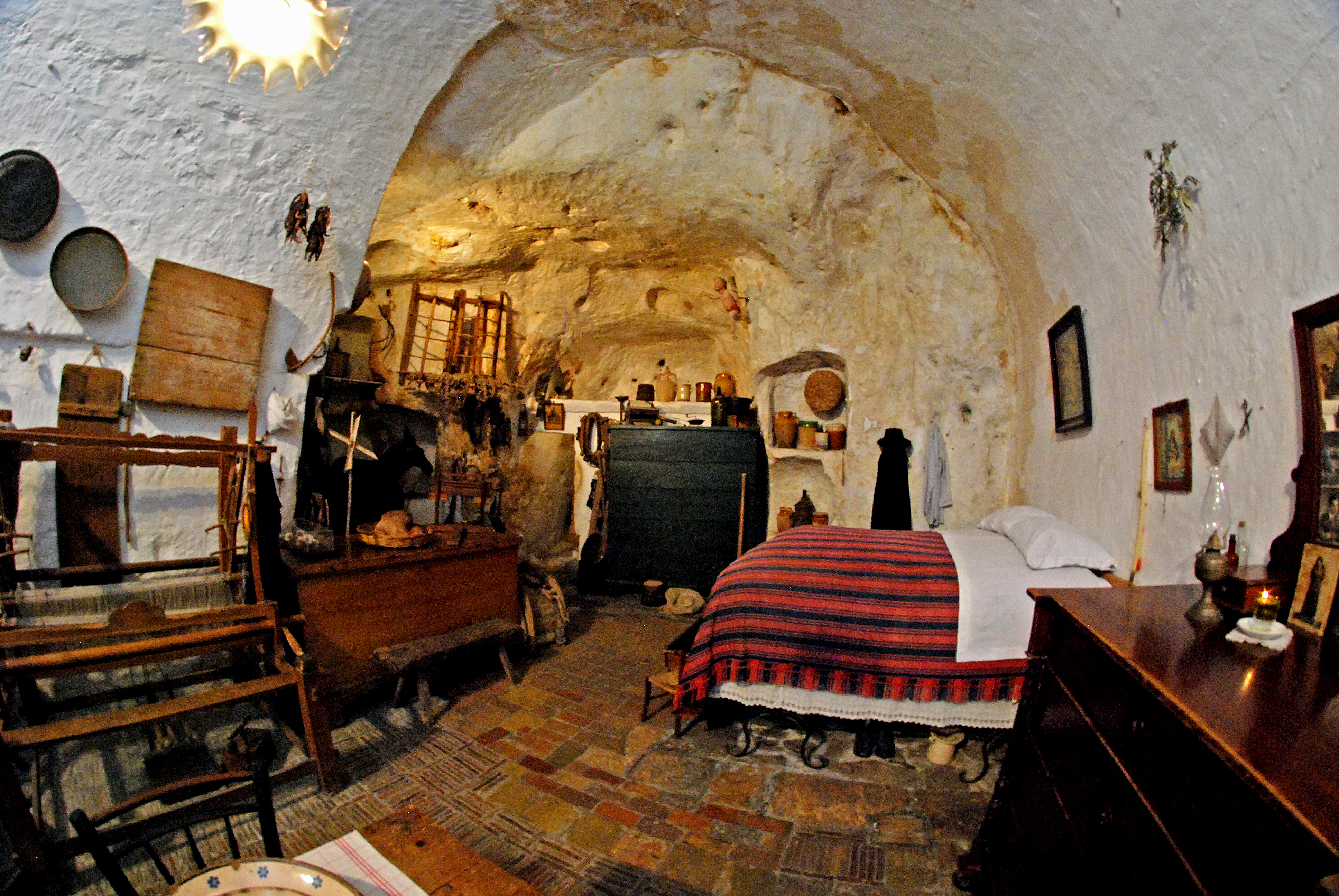
イタリア、マテーラの地下住居

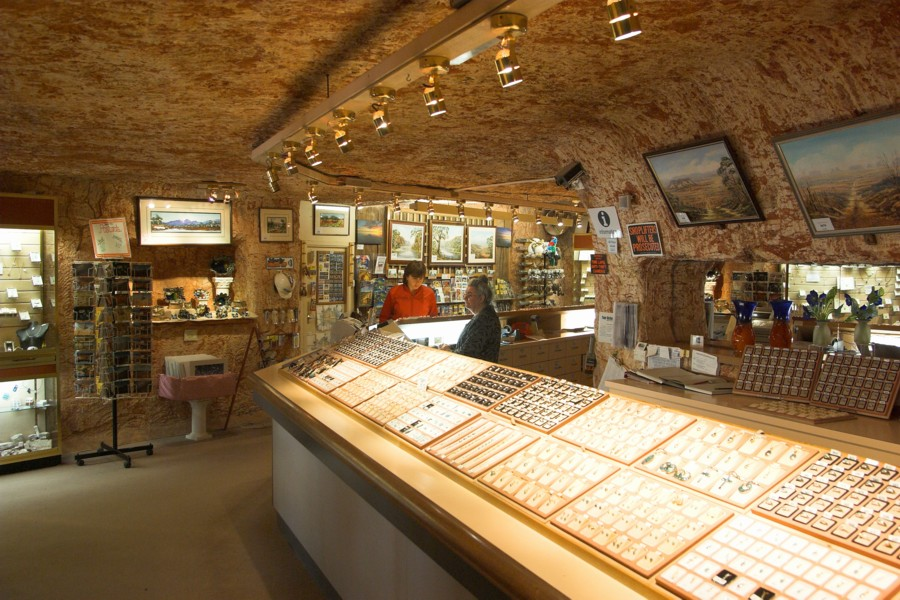
南オーストラリア、クーバーペディの地下宝石店

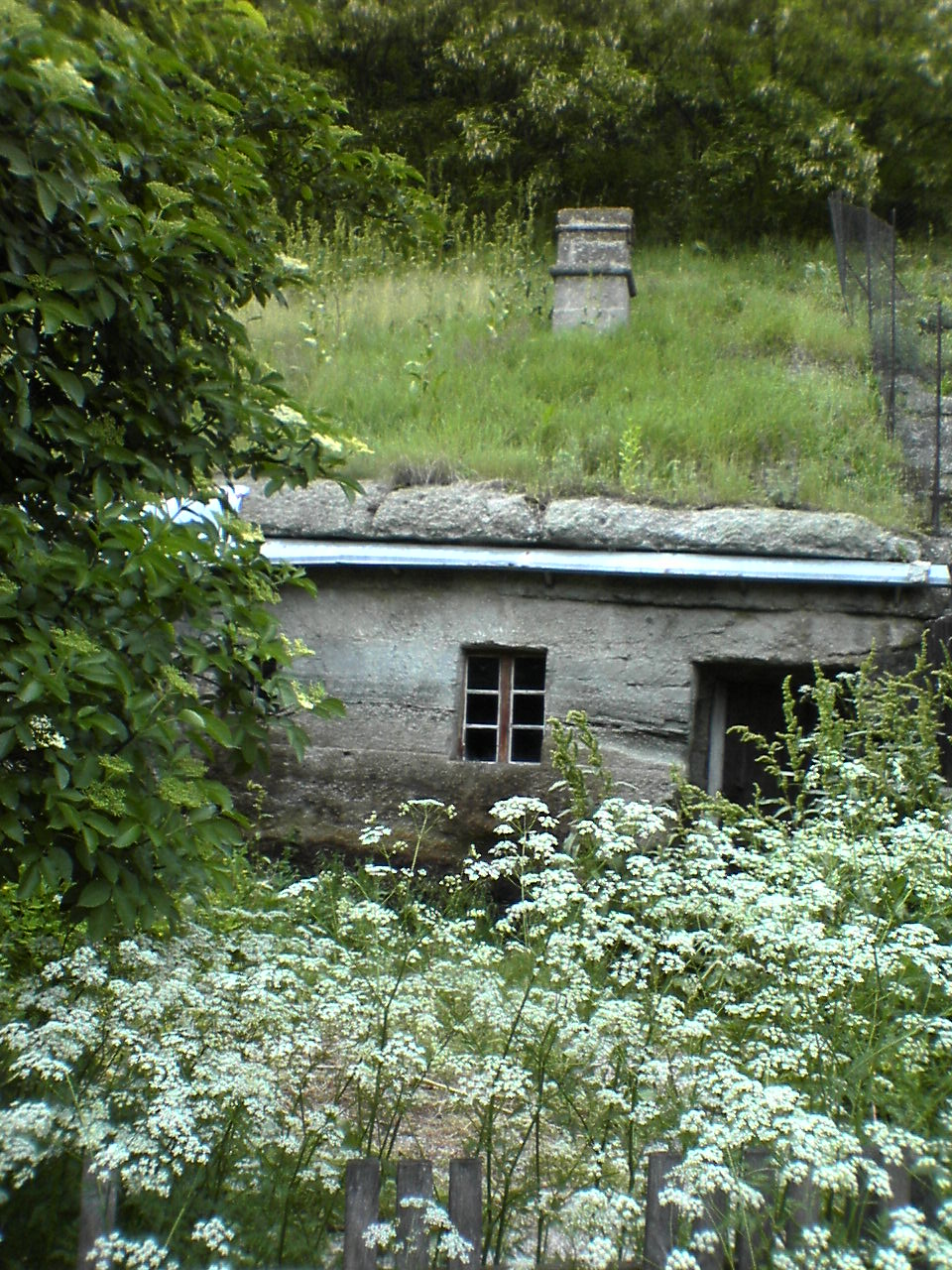
スロバキア、ブロフロフチェで発掘された家の例

地下生活（ちかせいかつ、英： Underground living）とは、自然の洞窟や人工の洞窟、地下に建造された構造物など地表下での生活を指す。 
地下住居は環境への影響を最小限に抑えたいと考えている人を含む、家探しをしている人にとって地上住居に代わるものになる。 
工場やオフィスビルでは騒音の軽減、エネルギー削減、セキュリティなどの地下住居と同じ理由の多くで地下施設の恩恵を受けることができる。 
地下住宅のいくつかの利点としては、厳しい天候の影響の軽減、静かな生活空間、周囲の景観における控えめな存在感、周囲の地球の自然な断熱特性によるほぼ一定の内部温度などが含まれる。 
魅力の1つは地下住居のエネルギー効率と環境への配慮である。ただし、地下生活には洪水の可能性などの特定の欠点があり場合によっては特別な排水ポンプシステムを設置する必要がある。 
イタリアのマテーラの洞窟住居、オーストラリアのクーバーペディ、チュニジアのマタマタのベルベル人の洞窟、さらに南極点付近のアムンゼン・スコット基地のような極端な環境にあるコミュニティにとって、住宅の好ましい形態となる。 
地下の生活構造は完全な地下ではない場合もある。そのような建造物の場合は、丘に建てられた建造物の一部が露出することがある。この露出により、室内照明が大幅に改善されるが、地表への露出が大きくなる。

## 歴史
スキタイおよびドイツの地下住居に関しては文献記録のみが残っている。
遺構はスイス、メクレンブルク、バイエルン南部で発見され「底は直径11から15メートル、深さ2から4メートルのやかんのように広がった丸い形をしていた」。

## 工法
オーストラリアの田舎の一部では、地下の家はプレーリードッグの巣穴に似た方法で建てられている。 
地上よりも高い位置にある「煙突」と、地上より低い入り口がある。 この位置により家全体に風が吹き続け、空調の必要性が軽減またはなくなる。 

## 構造
地下生活のための構造を開発するさまざまな方法がある。 
- 洞窟 （ 自然 ）は何千年もシェルターとして使用されてきた。
- 洞窟 （ 構築 ）/ ドゥーゴートは地下生活の一般的な構造である。作成するために必要なトンネリング技術は鉱業によって十分に開発されているが、いくつかの代替案よりもかなり費用がかかり、作成するのが危険である。プラス面では、それらはかなり深くなる可能性がある。いくつかの例は、 ユネスコによって世界遺産に指定されたイタリアのマテーラの洞窟住居と、アウトバックの猛烈な熱を避けるために地下に建設されたオーストラリアのクーバーペディの町である。中国の伝統的な家のタイプの1つには、洞窟の家の窰洞がある。またアフリカのトーゴにあるノック洞窟とマンプルーグ洞窟住居もある。
- アースバーム （英語版）構造は本質的に伝統的な家屋で、その後埋められる[2]。通常、照明と換気のために少なくとも1つの壁が露出している。ただし、埋設されるため、構造物は増加した地下の水分と水分に耐えることができる材料で作成する必要がある。
- 突堤構造は、地下よりも低いまたはバームの下に埋まっているという意味で真に地下ではない。 代わりに建材はコンクリートに似ているがセメントの結合特性を持たない密に詰まった土でできた構造でできている。これらの構造は、従来のアドビ構造と多くの特性を共有している。
- カルバート構造は非常に単純なアプローチである。 数メートル先の大きなプレキャストコンクリートのパイプと箱が、現場の部屋と廊下の希望する配置に組み立てられる。 このアプローチは『カット&カバー』とも呼ばれる。
- 都市の地下生活は非常に一般的であるため、地下生活と考える人はほとんどいない。多くのショッピングモールは、部分的または完全に地下にある。他の地下構造ほどエキゾチックではないが、そのような都市の地下構造で働く人々は、実際には地下に住んでいるとも言える。
- シャフト構造。 たとえば、 大成建設は日本の東京都にアリスシティ[3]を建設することを提案した。 このプロジェクトには、非常に広くて深いシャフトが組み込まれ、その中に居住用の階層が構築され、すべてが巨大な天窓を備えた中空のコアに向かっている。
- 雨水排水管を含むトンネルは、大都市の避難所としてホームレスの人々によって使用されている。

## フィクションの中の地下生活
Category:地下を舞台とした作品も参照。 
地下生活は、 J・R・R・トールキンの物語におけるホビットの穴や、ジュール・ヴェルヌの『黒いダイヤモンド』などが物語の舞台としている。 
『THX 1138』などの一部の映画はほぼ完全に地下都市を舞台としている。 
『Falloutシリーズ』ではVaultsと呼ばれる地下シェルターが搭乗する。 
短編SF小説では、英国作家E・M・フォースターによる『The Machine Stops』が架空の地下都市を舞台としている。
TVアニメ『新世紀エヴァンゲリオン』ではジオフロント内の都市が舞台となっている。
地下生活する理由としては、地上＝世界が致死性のウィルスで蔓延しているため（12モンキーズ）だったり、逆に病原体やウィルスが漏れた時を想定して（アンドロメダ病原体やバイオハザード (映画)）、人類の天敵がいるため（天元突破グレンラガン）など、あるいは反体制派（レジスタンス運動）が拠点としている（デモリションマン）。

## 意図しない地下生活
地上へ出る坑道が崩落したコピアポ鉱山落盤事故では、鉱山作業者33人が600メートル以上の地下で2ヶ月以上生活した。そのうち、事故発生から18日間は外部からの援助なしに乗り切った。
史実か不明だが、大田南畝『半日閑話』巻15「信州浅間嶽下奇談」に、浅間山の噴火による山崩れで蔵ごと生き埋めになり、貯蔵されていた米と酒により33年間生き延びた末、井戸掘りをしていた農家の人に発見された話が記載される。

## ノート
1. ↑  Jochelson 1906, p. 116.
2. ↑  Roy 2006, p. 22
3. ↑  “大成建設創業140周年記念プロジェクト”. 2010年1月31日閲覧。
4. ↑  『日本随筆大成第1期』8巻（吉川弘文館、1975年）377頁。

## 参照資料
- Roy, Rob (2006). Earth-Sheltered Houses: How to Build an Affordable Underground Home. New Society Publishers. ISBN 978-0-86571-521-9  Roy, Rob (2006). Earth-Sheltered Houses: How to Build an Affordable Underground Home. New Society Publishers. ISBN 978-0-86571-521-9  Roy, Rob (2006). Earth-Sheltered Houses: How to Build an Affordable Underground Home. New Society Publishers. ISBN 978-0-86571-521-9
- ウォルデマールのジョチェルソン。 （1906）。 「北東アジアおよび北西アメリカの部族の過去および現在の地下住居」。 CongrèsInternational desAméricanistes、XVe session tenueàQuébecen 1906 、Vol。 2。 ケベック：国際アメリカ人会議、1906、pp。   115〜128。 リヒテンシュタイン再版、リヒテンシュタイン：クラウス再版、1968年。